# Ophiomusium zela
Ophiomusium zela är en ormstjärneart som beskrevs av A.H. Clark 1949. Ophiomusium zela ingår i släktet Ophiomusium och familjen Ophiolepididae. Inga underarter finns listade i Catalogue of Life.